# Zwierciadło wód podziemnych

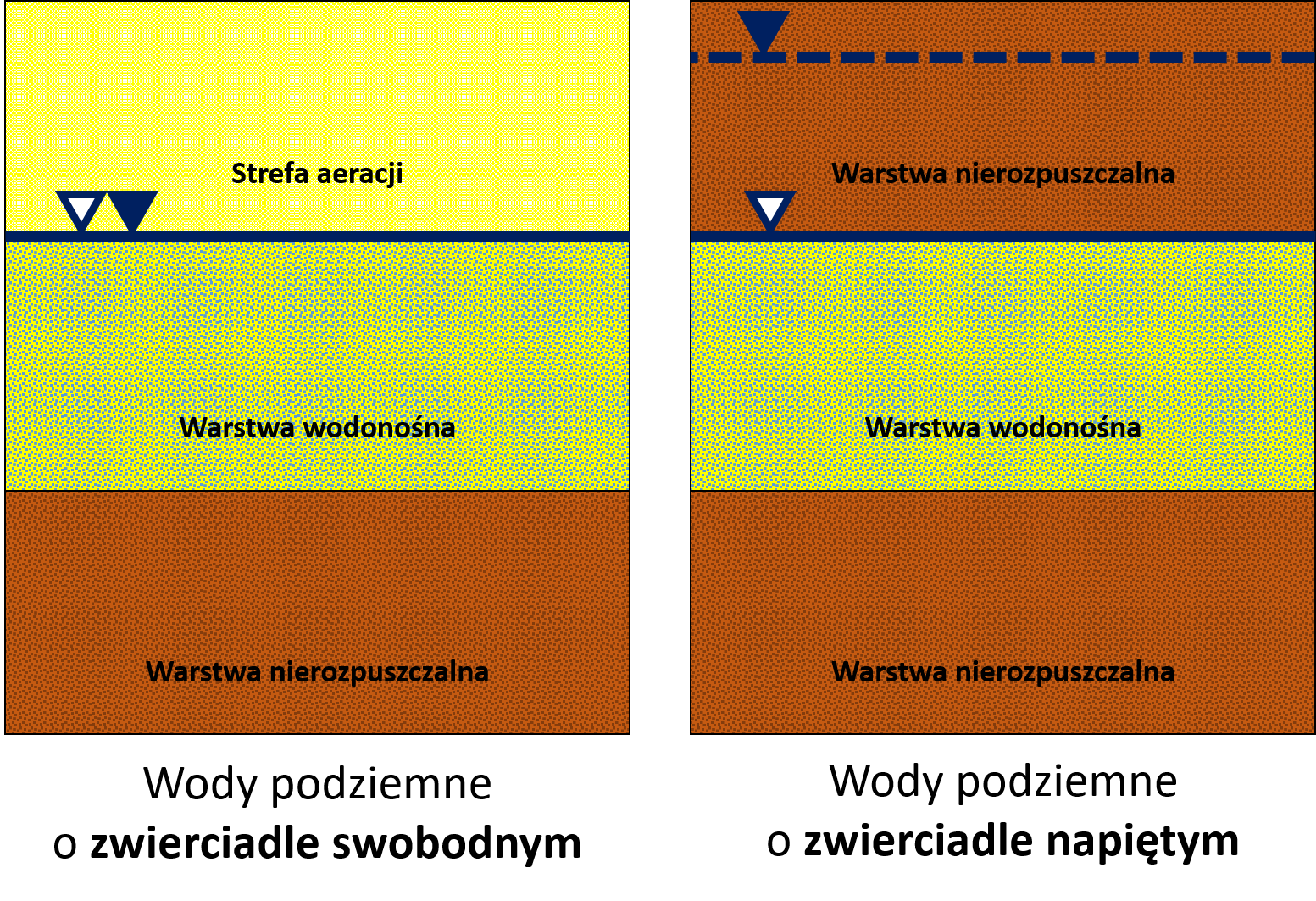
Schematyczne przedstawienie wód o zwierciadle swobodnym i napiętym.

Zwierciadło wód podziemnych – linia równowagi ciśnień: hydrostatycznego wód podziemnych i atmosferycznego, stanowiąca granicę stref aeracji i saturacji oraz powierzchnię wód podziemnych. 
Jeżeli zwierciadło znajduje się tylko pod ciśnieniem atmosferycznym – nad nim znajduje się strefa aeracji, co umożliwia swobodne podnoszenie się poziomu wody – to nazywa się je zwierciadłem swobodnym.
Kiedy jednak nad zwierciadłem znajduje się warstwa trudno przepuszczalna lub całkowicie nieprzepuszczalna to wówczas woda nie może się swobodnie podnosić i znajduje się pod ciśnieniem wyższym niż ciśnienie atmosferyczne, natomiast przebieg zwierciadła jest tożsamy ze stropem warstwy wodonośnej i jest wymuszony przez nadległe warstwy – to nazywa się je zwierciadłem napiętym.
Ciśnienie wywoływane przez nadległe warstwy skalne i napinające zwierciadło nazywane jest ciśnieniem piezometrycznym. Wartość tego ciśnienia odwzorowuje linia ciśnień piezometrycznych, nazywana również zwierciadłem piezometrycznym, która wyznacza poziom równowagi hydrostatycznej. Jeżeli warstwa wodonośna pod ciśnieniem piezometrycznym zostanie nawiercona, to woda zostanie wypchnięta w górę przez ciśnienie hydrostatyczne i podniesie się do linii ciśnień piezometrycznych, gdzie ustali się tzw. zwierciadło statyczne.

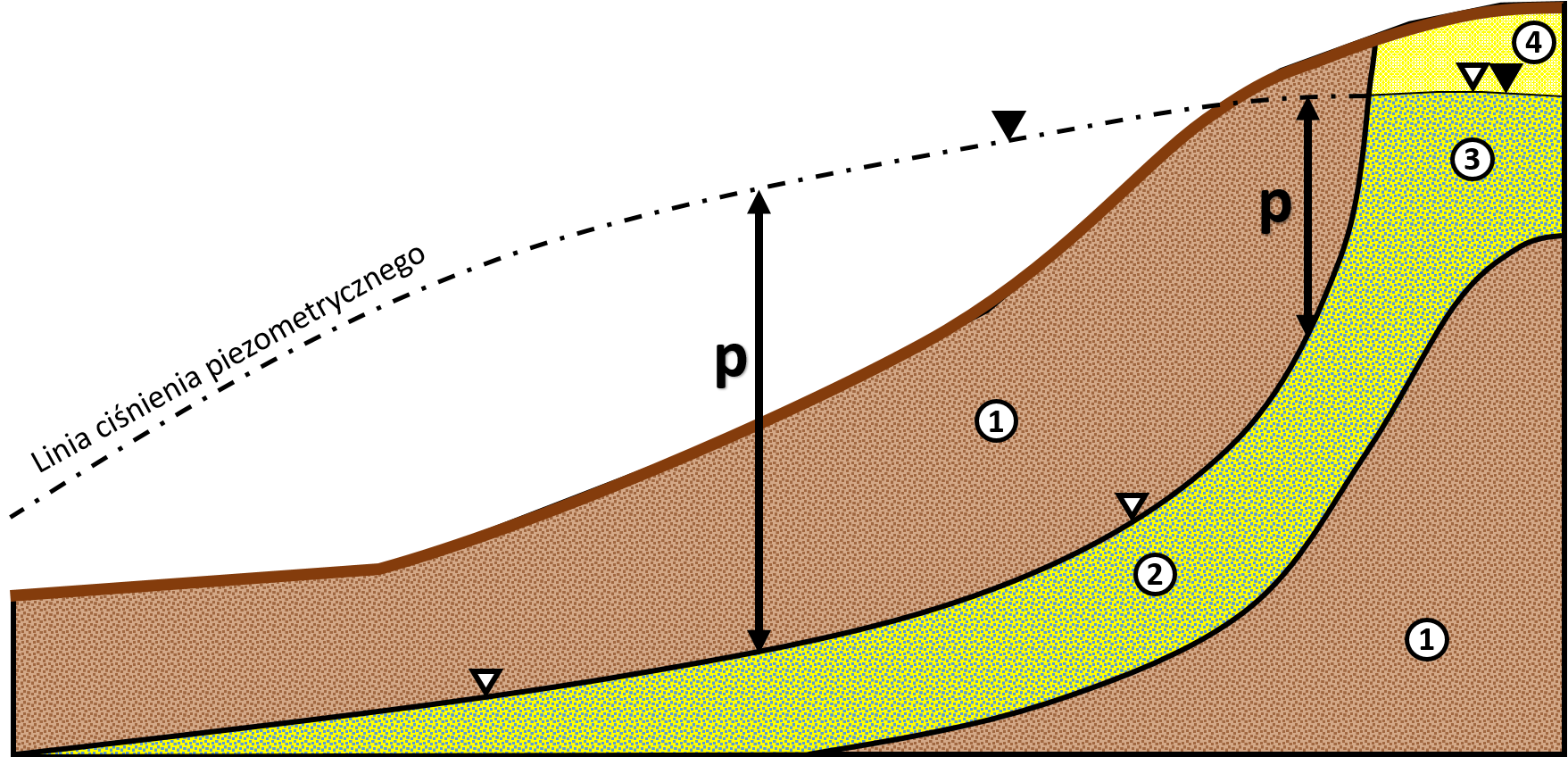
Zwierciadła wodne w wodach naporowych 1 – warstwa nieprzepuszczalna; 2 – woda naporowa; 3 – woda swobodna; 4 – strefa aeracji.

Wody o zwierciadle napiętym nazywa się wodami naporowymi.
Jeżeli zwierciadło piezometryczne wód naporowych przebiega poniżej powierzchni topograficznej to wody te nazywa się wodami subartezyjskimi. Kiedy zaś zwierciadło przebiega ponad powierzchnią terenu to wówczas są to wody artezyjskie. Jeżeli zostanie nawiercona warstwa wodonośna wód artezyjskich to woda samoistnie podniesie się, a ponieważ poziom równowagi znajduje się ponad powierzchnią to woda samoistnie wypłynie.
W nazewnictwie technicznym stosuje się terminy: zwierciadła nawierconego, z reguły jest to spąg warstwy nieprzepuszczalnej, więc można uznać, że pojęcie jest tożsame ze zwierciadłem napiętym wód naporowych; oraz zwierciadła ustalonego, które ustali się po nawierceniu zwierciadła nawierconego, pojęcie tożsame ze zwierciadłem statycznym.

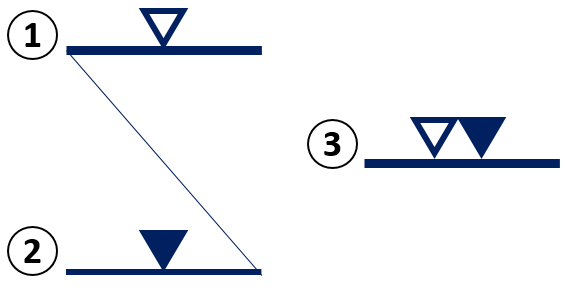
Oznaczenia geotechniczne dot. zwierciadeł wód gruntowych. 1 – zwierciadło nawiercone; 2 – zwierciadło ustalone; 3 – zwierciadło swobodne.

W rysunkach geotechnicznych, na przekrojach gruntu zwierciadło nawiercone oznacza się pustą nablą, zwierciadło ustalone wypełnioną nablą, a zwierciadło swobodne oboma znakami na raz.
Do oznaczania punktów o jednakowej głębokości (mierzonej od powierzchni topograficznej) swobodnego zwierciadła wód podziemnych na mapie wykorzystuje się hydroizobaty. Do oznaczania punktów o jednakowej wysokości (mierzonej od poziomu morza) swobodnego zwierciadła wód podziemnych na mapie wykorzystuje się hydroizohipsy. Natomiast do oznaczania punktów o jednakowej miąższości warstwy wodonośnej na mapie wykorzystuje się hydroizopachy.